# Marguestau
Marguestau är en kommun i departementet Gers i regionen Occitanien i sydvästra Frankrike. Kommunen ligger i kantonen Cazaubon som tillhör arrondissementet Condom. År 2022 hade Marguestau 56 invånare.

## Befolkningsutveckling
Antalet invånare i kommunen Marguestau
Referens:INSEE